# Union athlétique de Marseille
L'Union athlétique de Marseille era una società cestistica avente sede a Marsiglia, in Francia. Fondata nel 1940 nel 1949 la società cessò di esistere. Giocava nel campionato francese.

## Palmarès
- Campionato francese: 1

1947-48